# Vöckinghausen
Vöckinghausen ist ein bis heute ländlich geprägter Ortsteil der westfälischen Stadt Hamm.

## Geographie

### Lage
Vöckinghausen liegt im Osten der Stadt Hamm. Unmittelbar rund 200 Meter südlich des Dorfes fließt die Ahse, 200 Meter östlich des östlichen Dorfrandes verläuft die Bundesautobahn A2. Die Grenze zum Kreis Soest verläuft rund 2,3 Kilometer östlich des Ortes.
Die südlichen Gemarkungen (meist Grünland) sind Teil des Naturschutzgebietes Ahsemersch.

### Nachbargemeinden
Vöckinghausen grenzte im Jahr 1967 im Uhrzeigersinn im Norden beginnend an die Gemeinden Uentrop, Frielinghausen, Norddinker, Süddinker, Osttünnen und Braam-Ostwennemar (alle heute zu Hamm). Der Ort seinerseits besteht aus unterschiedlichen Teilgebieten, die oft nach einzelnen Hoflagen benannt sind, u. a.ː
- Im Osterfeld
- Auf Hartleifs Hof
- Borgholz
- Borgkamp

## Geschichte
Die Gemeinde Vöckinghausen gehörte bei der Errichtung der Ämter in der preußischen Provinz Westfalen zum Amt Rhynern im Kreis Hamm. Anlässlich der Auskreisung der Stadt Hamm am 1. April 1901 wurde aus dem Kreis der Landkreis Hamm. Nach einer Gebietserweiterung im Jahr 1929 wurde dieser im Oktober 1930 in Kreis Unna umbenannt.
Nachdem lange Zeit davon ausgegangen wurde, dass Vöckinghausen erstmals im Jahr 1321 schriftlich erwähnt wurde, hat sich in jüngster Zeit die wissenschaftliche Ansicht durchgesetzt, dass die Villa Vockinghusun im Brukterergau, die im Werdener Urbar genannt wird, mit dem Ort Vöckinghausen identisch ist. Das Werdener Urbar selber wird auf die Zeit zwischen den Jahren 875 und 885 datiert, überwiegend auf das Jahr 882. Der Gedenkstein in Vöckinghausen datiert die Ersterwähnung vorsichtiger auf das Jahr 890.
Am 1. Januar 1968 wurden durch das Gesetz zur Neugliederung des Landkreises Unna die ehemals selbständigen Gemeinden Braam-Ostwennemar (großenteils), Frielinghausen, Haaren, Norddinker, Schmehausen, Vöckinghausen und Werries in die Gemeinde Uentrop eingegliedert. Mit der Gemeindegebietsreform, die am 1. Januar 1975 in Kraft trat, wurde die Gemeinde Uentrop mit 12.238 Einwohnern auf 39,46 km² in die kreisfreie Stadt Hamm eingegliedert.

### Namensherkunft
Der Name Vöckinghausen hat sich vermutlich entwickelt aus der Silbe „Fuc“, „Foc“ als Kurz- oder Koseformen des Personennamens Folco, Folc, Vocco, Focco. Eine alternative Auffassung geht davon aus, dass „Vock“ eine historische Bezeichnung für „Sumpf“, „Moor“ ist. Wieder eine andere Deutung meint, das Wort Vöckinghausen als Bezugspunkt Wick, also Handelsplatz zugrunde liegt. Die Endung „inghausen“ lässt eine Entstehung der Siedlung zwischen dem 7. und 9. Jahrhundert vermuten.

### Kirche
Der ländliche Raum im Bereich Hamm-Unna ist seit der Reformation durchweg evangelisch. Dass in der Stadt Hamm der Anteil von Katholiken (und Moslems) relativ groß ist und in manchen Stadtteilen und Quartieren sogar überwiegt, ist mit der Einwanderung in den Ballungsraum Ruhr im 19. Jahrhundert aus dem ostelbischen und im 20. Jahrhundert aus dem außerdeutschen begründet. Die Familien mit langer Siedlungstradition, welche die Bevölkerung in den Dörfern der Stadt Hamm ohne neuzeitliche Wohnbausiedlungen, wie z. B. Vöckinghausen, dominieren, sind auch heute, sofern kirchlich gebunden, vorwiegend evangelisch.
In früheren Zeiten gehörte Vöckinghausen zum „Kirchspiel Dinker“, das heute aber keine eigenständige Pfarre mehr darstellt.

## Einwohnerentwicklung
| Jahr | Einwohner |
| ---- | --------- |
| 1800 | 113       |
| 1849 | 141       |
| 1876 | 133       |
| 1910 | 103       |
| 1931 | 128       |
| 1956 | 132       |
| 1961 | 106       |
| 2022 | 100       |

## Verkehr

### Straßen
Die Landesstraße L 670 verbindet Vöckinghausen mit Hamm und Soest. Die nächste Autobahnauffahrt „Hamm-Uentrop“ auf die A2 ist, trotz der Lage unmittelbar an der Autobahn, rund zehn Straßenkilometer entfernt. Über den Heitkampweg und eine Brücke über die Autobahn besteht eine direkte Verkehrsverbindung mit dem Nachbarort Norddinker.

### Öffentlicher Personennahverkehr
Vöckinghausen wird von der Taxibuslinie T 28 der Stadtwerke Hamm bedient. Sie verbindet den Ort mit Werries, Braam-Ostwennemar und Norddinker.

## Sonstige Infrastruktur / Wirtschaft/ Kultur
In Vöckinghausen dominiert im Dorfbild die Landwirtschaft, die allerdings mittlerweile auf einen Vollerwerbsbetrieb konzentriert ist. Eine über mehrere Jahre prosperierende Pfauenzucht musste aufgegeben werden, da sich Lärmbelastung und gutnachbarschaftliches Miteinander nicht mehr in Einklang bringen ließen. Das kulturelle Angebot ist eher überschaubar.
Ein Angebot mit rudimentärem kulturellem Angebot (Gasthäuser mit Ausschank von Bier, Schützenverein, Treckerverein u. ä.) bietet der benachbarte und größere Ort Norddinker.